# カナダ総督

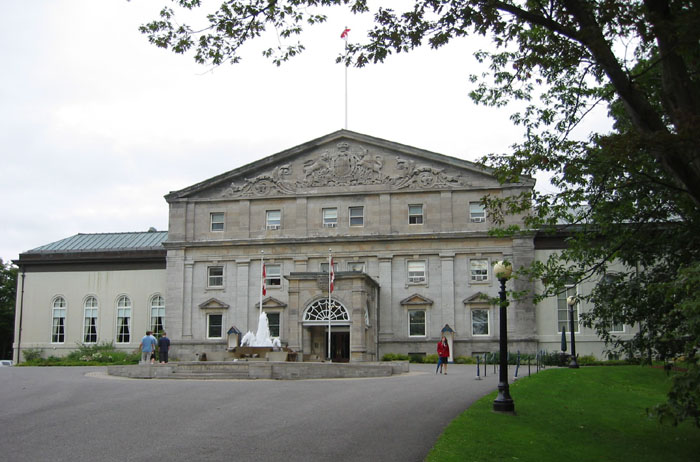
総督公邸であるリドー・ホール

カナダ総督（カナダそうとく、英: Governor General of Canada、仏: Gouverneur général du Canada（男）、Gouverneure générale du Canada（女））は、カナダにおける総督。カナダ国王の代理であり、通常はカナダの首相の指名によって、任命される。

## 概要
カナダはイギリス連邦に属し、カナダの国家元首であるカナダ国王はイギリス国王が務める。カナダ総督は、イギリス国王がカナダ国王としての務めをするための代理役として任命され、国家元首としての職務を行う。加えて、名目上のカナダ軍最高司令官も務める。カナダ総督の起源は、17世紀頃のイギリス領北アメリカ植民地に始まる。
任期は、コモン・ローのイギリス法体系の通例通り、明文化されず「陛下の仰せのままに」とされるが、5年がその目安となっている。公邸はオタワにあるリドー・ホールである。
国王は通常カナダ国外に滞在していることから、国王の代理として総督が任命される。国王がカナダの内政に関与することはなく、実質的な国王の権利行使はカナダ総督の任命のみである。それも通常カナダ首相の指名に基づいて行われ、国王の権利行使は形式的なものである。1867年から1931年までは、イギリス内閣の指名によって任命されており、カナダ首相による指名は、イギリスとカナダの関係が同君連合となったウエストミンスター憲章制定後である。「イギリス国王」は「カナダ国王」を兼位しており、実際カナダ滞在中などにはカナダ国王として行動するが、カナダ政府はイギリス政府から完全に独立している。
国王は国王大権を有し、行政権、立法権および司法権が帰属し、総督も君主の名により、それを用いることが許可されている。しかし、カナダは議院内閣制をとる立憲君主制度をとっており、総督が大権を行使することはほぼなく、実際は儀礼的なものに限定されている。規定は、1867年憲法法 (Constitution Act 1867) や1947年の勅許状等による。立法権は、カナダ連邦議会が持つ。連邦議会はカナダ国王、上院、下院で構成されている。行政権は首相及び内閣が有する。
「カナダ国王（イギリス国王）」代理として、長らくイギリス系白人男性のみが総督となっていた。これは20世紀後半から次第に変化し、性別、人種、民族などの多様性にも配慮した人選となった。
フランス系人初のカナダ総督は1959年の19代目で、モントリオール出身の軍人ジョルジュ・ヴァニエである。1984年5月14日には、女性初、フランス系カナダ人のジャンヌ・ソーベが第23代総督に就任した。1999年と2005年に続けて2人の女性総督が誕生した。第26代総督エイドリアン・クラークソンは香港系カナダ人（アジア系）、第27代総督ミカエル・ジャンはハイチ系カナダ人（黒人系）。第29代総督ジュリー・ペイエットは宇宙飛行士経験者である。
各州には、それぞれの州におけるカナダ国王の代理として総督が任命する副総督が置かれている。